# 加判
加判（かはん）とは、加判の列とも呼び、本来の意味は主君の上意を執行するにあたって、署名・押捺を行う職権を有する重臣をいう。戦国時代末期からよく見られるようになった語であるが、起源は鎌倉幕府の連署である。

## 概要
加判の意味は、江戸幕府・諸大名・旗本などによって、まちまちに用いられた。

### 江戸幕府
江戸幕府にあっては、老中が加判の列であるが、当初は勘定奉行など評定所に出席できる資格の有する者も、加判であるとされた時期もあった。

### 諸藩
諸藩にあっては、次のような用いられ方がされている。
1. 加判（あるいは加判衆）とは、家老と同義、または家柄・家格の名称として用いられることがあった。
2. 加判とは、評定所（会所）などの重臣会議に出席資格がある者に与えられる職名として、用いられることがあった。この場合は、家老職が加判であることは当たり前であるため、それより下の役職の者（奉行・用人など）が任命されると加判を称した。
3. 一般的ではないが、家老職の員数が、藩の規模より多い藩では、加判たる家老職と、加判の資格がない家老職とに分けた例がある。
4. 家老の家柄である者が家老本職となると、家老加判とし、家老の家柄でない者が家老となると加判の資格のない家老職とされることがあった。

### 旗本
また幕府の旗本にあっては、その家臣筆頭の役職が、家老ではなく用人であることが多く、この場合の用人は加判である。